# Танці з зірками (СТБ)
Танці з Зірками — українська адаптація формату BBC Strictly Come Dancing створена телеканалом СТБ, що виходила в ефір з 26 січня по 28 травня 2011 року. У шоу брало участь 14 пар, кожна з яких складалась із зірки та професійного танцюриста. Оцінювали пари судді, а саме професійні хореографи Раду Поклітару, Тетяна Денисова, Яакко Тойвен та Наталя Могилевська. По закінченні виступу останньої пари відкривались телефонні лінії для глядацького голосування. За годину лінії закривались та після виступу запрошеного артиста оголошвались результати. За загальними підсумками оцінок журі та глядачів, щотижня одна з пар залишала проект. Переможця шоу визначили глядачі шляхом голосування, ним стала пара Стас Шуринс та Олена Пуль. Шоу виходило щотижня, спочатку в суботу о 19:00, а пізніше в неділю о 21:00 .
Ведучими танцювального шоу стали півфіналістка першого сезону Ікс-Фактор Ірина Борисюк та гуморист Дмитро Танкович, що вже спробував роль ведучого у шоу Танцюють всі!. Музичний супровід парам створював оркестр «Медіа Бенд», у складі якого були учасники Україна має талант, зокрема півфіналіст першого сезону, Віктор Андрійченко (скрипка). А пісні співали спеціально запрошені учасники проектів Ікс-Фактор та Україна має талант.
Зйомки шоу проходили у першому знімальному павільйоні, там де також знімали Танцюють всі! і Україна має талант на авіазаводі «Антонов», що розташований біля станції метро Святошин. Вхід на територію знаходиться навпроти Туполєва, 12. Через використання першого павільйону, сцена для третього сезону Україна має талант зводилась на місці Ікс-Факторівської сцени, у другому павільйоні, адже прямі ефіри талант-шоу проходили майже одночасно із Танцями.
З одинадцятого прямого ефіру, 7 травня усі пари танцювали по два танці.

## Дійові особи

### Ведучі
| Ведучі          |
| --------------- |
| Дмитро Танкович |
| Ірина Борисюк   |

### Судді
- Раду Поклітару — креативний постановник і хореограф  «Київ модерн-балет».
- Тетяна Денисова — строгий і без кремезних хореограф і в той же час чарівна дівчина.
- Яакко Тойвонен — хореограф та суддя голландського шоу Танцюють всі.
- Наталя Могилевська — співачка, продюсер і навіть танцівниця

### Пари
Пара 1 — Нікіта Джигурда та Юлія Сахневич

Пара 2 — Валерій Юрченко та Катерина Карякіна

Пара 3 — Борис Барський та Інна Мазуренко

Пара 4 — Анна Пославська та Антон Рибальченко

Пара 5 — Олена Корікова та Антон Кіба

Пара 6 — Олександр Кривошапко та Ілона Гвоздьова

Пара 7 — Сергій Сосєдов та Анна Олефіренко

Пара 8 — Володимир Ткаченко та Ірина Лещенко

Пара 9 — Тетяна Догілєва та Павло Орел

Пара 10 — Лілія Ребрик та Андрій Дикий

Пара 11 — Наталя Бочкарьова та Євген Карякін

Пара 12 — Анфіса Чехова та Віталій Загоруйко

Пара 13 — Вадим Андрєєв та Галина Пєха

Пара 14 — Стас Шурінс та Олена Пуль